# Grimsthorpe Castle

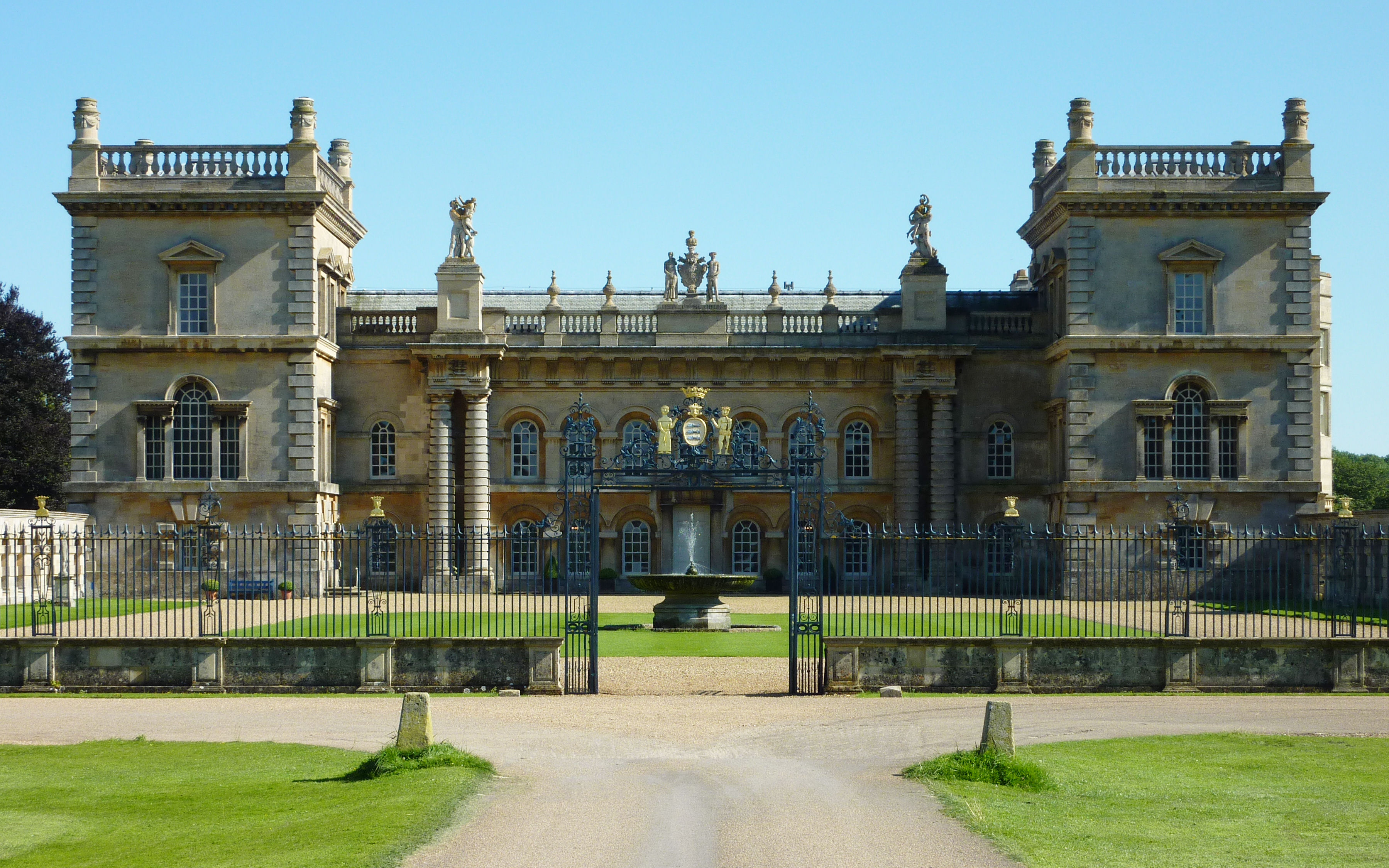
Die Nordfassade von Grimsthorpe Castle

Grimsthorpe Castle ist ein englischer Adelssitz in der Grafschaft Lincolnshire. Es liegt etwa sechs Kilometer nordwestlich von Bourne in einem rund 12 km2 großen Park. Das Haus befindet sich seit 1516 im Besitz der Familie Willoughby de Eresby. Die derzeitige Besitzerin ist Jane Heathcote-Drummond-Willoughby, 28. Baroness Willoughby de Eresby, die Enkelin von Nancy Astor.

## Etymologie
Der Name Grim geht auf die Angelsachsen zurück. Er ist ein Synonym für den Gott Odin.

## Frühe Baugeschichte
Der erste Vorgängerbau des heutigen Grimsthorpe Castle wurde im 12. Jahrhundert unter Gilbert de Gant, 1. Earl of Lincoln, begonnen. Aus dieser Zeit hat sich der so genannte König-Johann-Turm an der Südostecke des Baus erhalten. Der Name verweist auf den in dieser Zeit regierenden König Johann Ohneland. Unklar ist, ob sich das Schloss auch nach dem Tod des ersten Grafen von Lincoln 1156 und vor der erneuten Kreierung des Titels für Ranulf de Blondeville, 4. Earl of Chester 1217 im Besitz von Johann Ohneland befunden hat.

## Baugeschichte während der Tudor-Zeit
In den Besitz der Familie Willoughby de Eresby, die bereits 1313 geadelt wurde, gelangte der Besitz 1516. In diesem Jahr vermählte sich William Willoughby, 11. Baron Willoughby de Eresby mit María de Salinas, einer spanischen Ehrendame Katharina von Aragóns. Zu diesem Anlass übergab Heinrich VIII. das Schloss an den Bräutigam. Der vorherige Besitzer Francis Lovell, 1. Viscount Lovell, war ein Anhänger Richard III. und damit der politische Gegner von Heinrich Tudor, dem späteren Heinrich VII. Sein Schicksal verliert sich nach der Schlacht von Stoke.
Die Tochter des 11. Barons Willoughby de Eresby, Katherine Willoughby, erbte 1526 neben dem Baronstitel auch das Anwesen und die dazugehörigen Ländereien. 1533 wurde sie die vierte Frau von Charles Brandon, 1. Duke of Suffolk. Auf Brandons Initiative hin wurde Grimsthorpe Castle als Rastplatz für Heinrich VIII., seinen Schwager, ausgebaut. Der Herzog von Suffolk war bereits in zweiter Ehe mit Mary Tudor, der Witwe Ludwigs XII. und Schwester Heinrichs VII., verheiratet gewesen. Zum Ausbau von Grimsthorpe Castle wurde Material der aufgelösten Vaudey Abbey verwendet, um die mittelalterliche Burg in ein vierseitiges Landhaus um einen offenen Innenhof umzubauen. Heinrich VIII. besuchte 1541 mit Catherine Howard das Schloss. Catherine Howard soll, so die spätere Anklage, bei diesem Besuch im Haus Ehebruch begangen haben, was Heinrich zum Anlass nahm, sie 1542 hinrichten zu lassen.

## Vanbrughs Umgestaltung
Weiterführende Umbauten an Grimsthorpe Castle erfolgten im späten 17. Jahrhundert unter Robert Bertie, 3. Earl of Lindsey, 16. Baron Willoughby de Eresby. Dabei wurde die Nordfront im klassizistischen Stil umgestalten, wofür vermutlich William Winde als Architekt verpflichtet wurde. Von dieser Fassade zeugt nur noch ein 1707 angefertigter Stich in dem Werk Britannia Illustrata.
Die umfangreichsten Bauten an Grimsthorpe Castle veranlasste Robert Bertie, 1. Duke of Ancaster and Kesteven, 17. Baron Willoughby de Eresby. Er beauftragte John Vanbrugh mit dem Umbau. Grimsthorpe Castle ist damit der letzte große Auftrag, den der Architekt von Schlössern wie Castle Howard und Blenheim Palace übernahm. Bei Vanbrughs Tod 1726 waren seine Pläne für Grimsthope noch nicht vollständig umgesetzt. Sein Entwurf zeigt sich am heutigen Bau insbesondere an der Nordfront mit Ecktürmen und dorischen Säulen. Vanbrughs wichtigster baulicher Beitrag ist aber die Gestaltung der zwei Stockwerke umfassenden Großen Hallen bzw. Vanbrugh-Halle, welche an Vanbrughs ähnlichen Entwurf für Blenheim Palace erinnert. Sieben Grisaille-Bilder schmücken diesen zentralen Raum des Hauses und zeigen englische Könige, welche der Familie Willoughby Titel oder Besitz verliehen haben. Gemalt wurden sie von James Thornhill mit dem Vanbrugh bereits beim Ausbau von Blenheim Palace kooperierte.

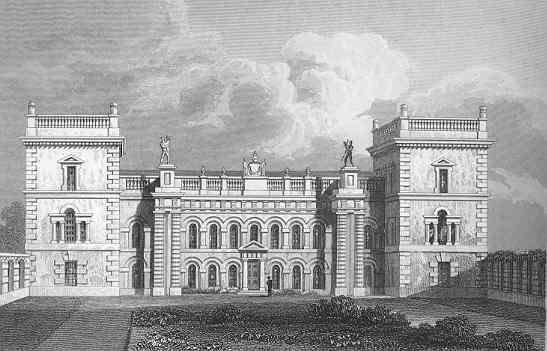
Die Nordfassade von Grimsthorpe Castle, Stich von 1819. Vanbrughs Große Halle nimmt den gesamten zweistöckigen Raum zwischen den Säulenpaaren ein.

Es bleibt unklar, welche Anteile Vanbrughs Assistent Nicholas Hawksmoor an dem Bau hat. So soll Hawksmoors Nachlass nach seinem Tod 1736 Entwürfe für die Kapelle umfasst haben. Im 18. Jahrhundert schuf Henry Cheere einen Kamin im Rokoko-Stil im Speisezimmer, Thomas Warren vermutlich das schmiedeeiserne Treppengeländer, Francesco Sleter Deckenmalereien und William Perrit Stuckarbeiten. In der Innenausstattung der Räume finden sich verschiedene von englischen Monarchen gebrauchte Möbel, so etwa ein Thron, den Georg IV. bei seinem Krönungsbankett benutzte. In den Besitz dieser und anderer Gegenstände gelangte die Familie Willoughby durch ihr Anrecht auf den erblichen Posten als Großkämmerer.
1828 erbte Peter Robert Drummond-Burrell, 22. Baron Willoughby de Eresby, 2. Baron Gwydyr, Grimsthorpe von seiner Mutter. Er ließ eine Schienenstrecke für einen Dampfpflug auf dem Anwesen bauen. Außerdem beauftragte er die Architekten Samuel Page und Henry Garling mit der Neugestaltung der Ost- und Westfront. Mit Zinnen und einem Turm entsprach die Ostseite dem Charakter von Grimsthorpe als Burg, während die Westfassade im Tudorstil erneuert wurde.

## Grimsthorpe im 20. Jahrhundert
Die Gestaltung von Grimsthorpe Castle haben im 20. Jahrhundert besonders zwei angloamerikanische Ehefrauen der Barone Willoughby geprägt. Eloise Breese, die Frau von Gilbert Heathcote-Drummond-Willoughby, 2. Earl of Ancaster, 26. Baron Willoughby de Eresby, ließ vom Architekten Detmar Blow zahlreiche Räume im edwardianischen Stil vertäfeln. Dagegen versuchte ihre Schwiegertochter "Wissy" Astor, die Frau von Gilbert James Heathcote-Drummond-Willoughby, 3. Earl of Ancaster, 27. Baron Willoughby de Eresby, Grimsthorpe zu modernisieren. Beraten wurde sie dabei von ihrer Cousine Nancy Lancaster und dem Inneneinrichter John Fowler.
Während des Ersten Weltkriegs diente der Park von Grimsthorpe Castle dem Royal Flying Corps als Notlandeplatz. Im Zweiten Weltkrieg beherbergte das Haus das Parachute Regiment.